# Dream Team

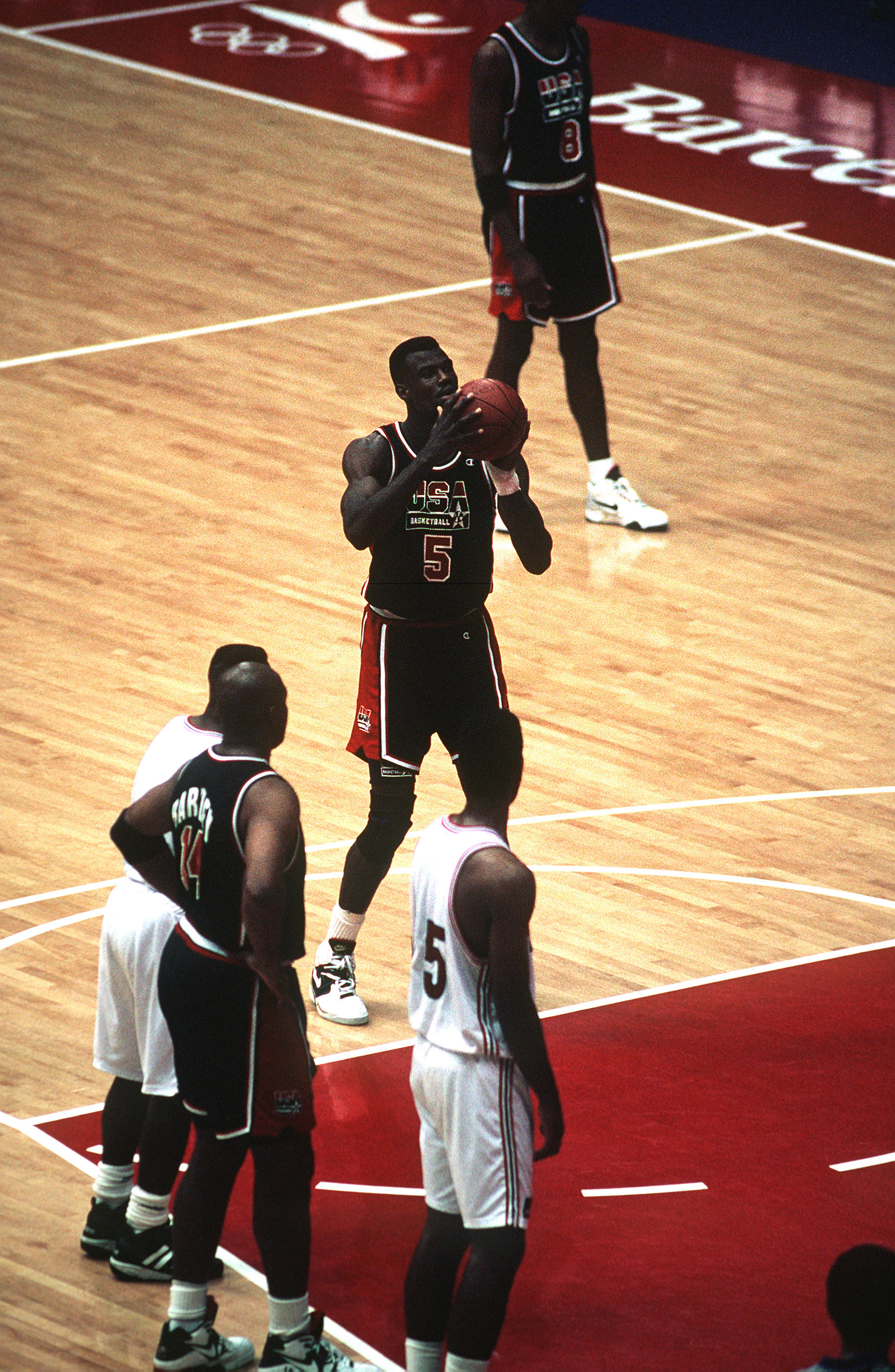
David Robinson - olympiáda 1992

Jako Dream Team byl médii označován reprezentační basketbalový tým mužů USA na olympijských hrách v Barceloně roku 1992.
Toto pojmenování mělo několik důvodů:
- jednalo se o první olympijské hry, kde byl povolen start profesionálům z NBA – poprvé se tedy na olympijských hrách představila absolutní basketbalová špička
- do týmu byla nominována řada hvězd NBA jak současných, tak i bývalých – vynikajících hráčů patřících mezi historicky nejlepší, kteří v té době již byli za zenitem své výkonnosti, ale olympijský turnaj pro ně znamenal velkou motivaci
- tým během celého turnaje (snad s výjimkou některých okamžiků ve finále proti Chorvatsku) nenašel rovnocenného soupeře a zvítězil ve všech zápasech rozdílem třídy

Později byly názvem Dream Team označovány i některé další basketbalové výběry USA (jak mužské, tak ženské), ale zdaleka již nedosáhly takové proslulosti a suverenity jako původní Dream Team z roku 1992.

## Složení Dream Teamu
- Charles Barkley, Phoenix Suns
- Larry Bird, Boston Celtics
- Clyde Drexler, Portland Trail Blazers
- Patrick Ewing, New York Knicks
- Magic Johnson, Los Angeles Lakers
- Michael Jordan, Chicago Bulls
- Christian Laettner, Duke University
- Karl Malone, Utah Jazz
- Chris Mullin, Golden State Warriors
- Scottie Pippen, Chicago Bulls
- David Robinson, San Antonio Spurs
- John Stockton, Utah Jazz

Trenér: Chuck Daly, New Jersey Nets

## Bilance Dream Teamu
Během olympijského turnaje sehrál Dream Team následující zápasy:
- USA – Angola 116:48
- USA – Chorvatsko 103:70
- USA – Německo 111:68
- USA – Brazílie 127:83
- USA – Španělsko 122:81
- USA – Portoriko 115:77
- USA – Litva 127:76
- USA – Chorvatsko 117:85